# Менгеш (община)
Община Менгеш (словен. Občina Mengeš) — одна з общин в центральній Словенії. Адміністративним центром є місто Менгеш. Останнім часом в общині розвиваються текстильна промисловість і малий бізнес.

## Населення
У 2011 році в общині проживало 7402 осіб, 3557 чоловіків і 3845 жінок. Чисельність економічно активного населення (за місцем проживання), 3037 осіб. Середня щомісячна чиста заробітна плата одного працівника (EUR), 957,21 (в середньому по Словенії 987.39). Приблизно кожен другий житель у громаді має автомобіль (52 автомобіля на 100 жителів). Середній вік жителів склав 40,5 роки (в середньому по Словенії 41.8). 